# Leucanopsis infucata
Leucanopsis infucata là một loài bướm đêm thuộc phân họ Arctiinae, họ Erebidae.